# 정진석 (추기경)
정진석(鄭鎭奭, 1931년 12월 7일 ~ 2021년 4월 27일)은 대한민국의 천주교 성직자이자 가톨릭 추기경이다. 세례명은 니콜라오이며, 전직 천주교 서울대교구 교구장과 평양교구장 서리를 역임하였다.

## 유년 시절
1931년 12월 7일 경기도 경성부 수표정(현 서울특별시 중구 수표동)에서 정원모와 이복순(루시아)의 아들로 출생하였다. 정진석의 아버지 정원모는 일제강점기에 사회주의 운동을 하다가 1931년 여름 조선공산당 재건 국내공작위원회 사건의 핵심 인물로 구속돼 3년의 옥고를 치렀으며 1944년 다시 공산주의자협의회 사건으로 구속돼 경기도경에서 조사 받던 중 광복을 맞아 석방되었다. 광복 후 월북한 정원모는 북한 정부에서 공업성 부상(차관)을 지내다가 숙청당한 것으로 알려졌다.
1931년 12월생인 정진석은 아버지가 처음 체포될 당시 태중에 있었으며, 옥고를 치르고 나온 아버지가 새 가정을 꾸리면서 인연이 끊어져 아버지의 얼굴을 모른 채 외동아들로 성장한 것으로 알려졌다. 정진석은 아버지에 대한 이야기를 거의 듣지 못하고 자랐으며, 어머니로부터 아버지가 일본으로 간 다음 연락이 끊겼다는 이야기만 전해들었다.

## 사제와 주교
정진석은 계성보통학교(현 계성초등학교)와 6년제 중앙중학교를 졸업하고 1951년 서울대학교 공대 화공과에 입학했으나 한국전쟁으로 중퇴하고 1955년 성신대학교(현 가톨릭대학교)에 입학, 1962년 대학교를 졸업하고 사제로 서품되었다.
서품 후에 그는 중림동 성당 보좌신부, 성신중·고등학교(소신학교) 교사를 거쳐 1962년 서울대교구 법원 서기, 1964년 한국천주교중앙협의회 총무, 1965년 서울대교구장 비서 겸 상서국 부국장, 1966년 상서국장, 1967년 성신중·고등학교 부교장 등을 역임한 후 1968년 로마 우르바노 대학원에 유학, 1970년 동 대학원에서 교회법 석사학위를 취득하고 귀국했고 곧바로 1970년 6월 25일 공석 중이던 청주교구장 주교로 임명되어 그해 10월 3일 주교 서품을 받았다.
청주교구의 교구장이 된 정진석 주교는 40세의 젊은 나이로 교구장 주교가 되었지만 특유의 온화한 성품으로 28년간 청주교구를 이끄는 목자로서의 사목을 수행하였다. 1970년부터 1998년까지 재단법인 청주교구 천주교회 유지재단 이사장을 역임하였으며, 1983년부터 1993년까지 한국 천주교 주교회의 총무로 1993년부터 1996년까지는 한국 천주교 주교회의 부의장을 지내 한국 천주교회의 발전에 큰 역할을 했으며, 1983년부터 맡기 시작한 한국 주교회의 교회법위원회 위원장은 24년이 지난 지금까지도 맡아오고 있다.
1996년부터 한국 천주교 주교회의 의장을 맡아오고 있던 그는 1998년 고령의 나이로 은퇴하는 서울대교구 교구장 겸 서울관구장 김수환 추기경의 뒤를 이어 제13대 천주교 서울대교구 교구장인 대주교로 임명되었고 동시에 서울관구 관구장 대주교로 임명되었으며 본인(정진석)이 중앙중학교에 다닐 당시 교사였던 김형석 연세대학교 명예교수가 김수환 추기경과 함께 조치대학교에서 수학하기도 했다. 1998년 평화방송의 이사로 선임이 되었으며, 1999년부터 재단법인 서울대교구 유지재단의 이사장을 현재까지 역임하고 있으며, 1999년부터 2002년까지 학교법인 가톨릭학원 제2대 이사장을 역임했고, 2004년부터 2012년까지 학교법인 가톨릭학원 제4대 이사장을 역임하였다.

## 약력
- 1961년 3월 18일: 사제 서품
- 1961년: 중림동본당 보좌신부
- 1961년 ~ 1967년: 서울 성신고등학교 교사
- 1964년 ~ 1965년: 한국천주교중앙협의회 총무
- 1965년 ~ 1967년: 서울대교구장 노기남 대주교 비서
- 1967년 ~ 1968년: 서울 성신고등학교 부교장
- 1968년 ~ 1970년: 로마 유학
- 1970년 6월 25일: 제2대 청주교구장 임명
- 1970년 10월 3일: 주교 서품, 청주교구장 착좌
- 1973년 10월 15일 ~ 1976년 10월 11일: 주교회의 교리교육위원회 위원장
- 1975년 2월 26일 ~ 1981년 5월 28일: 주교회의 상임위원
- 1978년 4월 4일 ~ 1984년 11월 26일: 주교회의 신앙교리위원회 위원장
- 1983년 2월 25일 ~ 2007년 10월: 주교회의 교회법위원회 위원장
- 1984년 11월 30일 ~ 1987년 11월 18일: 주교회의 상임위원
- 1987년 11월 18일 ~ 1993년 10월 13일: 주교회의 총무
- 1991년 3월 4일 ~ 1996년 10월 17일: 주교회의 교리교육위원회 위원장
- 1993년 10월 14일 ~ 1996년 10월 17일: 주교회의 부의장
- 1996년 10월 17일 ~ 1999년 10월 14일: 주교회의 의장
- 1998년 4월 3일: 서울대교구장 임명 및 대주교 승품
- 1998년 6월 6일: 평양교구장 서리 임명
- 1998년 6월 29일: 서울대교구장 겸 평양교구장 서리 착좌
- 1998년 6월 29일 ~ 2003년 2월: 학교법인 가톨릭학원 이사장
- 1998년 10월 13일 ~ 2004년 10월 14일: 주교회의 민족화해주교특별위원회 위원장
- 1999년 7월 8일 ~ 2012년 5월 10일: 재단법인 천주교 서울대교구 유지재단 이사장
- 2004년 10월 4일 ~ 2012년 6월 20일: 학교법인 가톨릭학원 이사장
- 2004년 10월 ~ 2012년 5월: 한국외방선교회 총재
- 2006년 3월 24일: 추기경 서임
- 2012년 5월 10일: 서울대교구장 겸 평양교구장 서리 퇴임
- 2021년 4월 27일: 선종

## 기타

### 생명윤리 강조
정진석 대주교는 황우석 서울대학교 석좌교수의 배아줄기세포 연구가 활발하게 진행되면서 전 세계의 이목을 받고 있던 2005년 내내, 황 교수의 연구에 대한 매파로 앞장 섰다. 정 대주교는 성명서를 내고 황 교수의 연구는 “인간배아 파괴를 전제로 하는 살인 행위”와 같다며 명백히 반대한다고 밝혔다. 정 대주교는 “황 교수의 배아줄기세포 연구가 난치병 치료를 위한 목적이라고는 하지만 이는 인간 생명이 극도로 훼손된다는 점에서 심각한 문제”라며 “가톨릭교회는 이에 명백히 반대하며 연구의 즉각적인 중단을 촉구한다.”라고 밝혔다.
정 대주교는 또 “교회가 황 교수 연구에 대해 심각하게 우려하는 것은 복제인간의 출현성이 한층 높아졌다는 것”이라며“인간생명을 복제해 질병 치료에 이용하는 것은 근본적으로 인간 생명을 죽이는 행위이자 존엄성을 거스르는 것”이라고 말했다.
정 대주교는 이어 “가톨릭교회는 난치병 환자의 고통을 결코 외면하는 것이 아니다.”라며 “줄기세포에 대한 연구가 필요하다면 윤리적으로나 임상적으로 문제가 없는 성체줄기세포 연구가 대안이 될 수 있을 것”이라고 덧붙였다.
황 교수는 이를 전해듣고 즉각 “필요한 경우 가톨릭 지도자를 만나 이해를 구하겠다.”라고 밝혔다. 이에 정 대주교도 “황 교수가 귀국하는 대로 가능한 한 빨리 만나 의견을 나누고 싶다.”라고 밝혔다.
생명윤리에 대한 종교인과 과학자의 뜨거운 논쟁이 벌어질 것으로 관심을 모았던 정 대주교와 황 교수의 만남은 2005년 6월 15일 서울대교구청 주교관의 대교구장 집무실에서 비공개로 진행됐다. 이 자리에서 두 사람 사이에는 1시간가량 화기애애한 분위기 속에 다양한 줄기세포의 유도 방법과 그들이 각각 지니고 있는 임상의학적 장단점 및 생명의 시작과 여성 난자 사용에 대한 윤리적 문제 등에 대한 폭넓은 의견 교환이 이루어졌으나, 배아를 생명체로 볼 수 있느냐는 근본적 문제에 대해서는 이견을 좁히지 못했다. 이 자리에서 정 대주교는 “가톨릭교회는 수정을 인간 생명의 시작으로 보고 있어서 배아 파괴를 인간 파괴로 간주한다. 이번 황 교수의 줄기세포 역시 인간배아로 규정하고 있다.”라고 언급했다.
배아줄기세포 연구에 맞서기 위해 성체줄기세포 연구를 적극 홍보 지원키로 한 정 추기경은 서울대교구 안에 생명위원회를 신설하면서 성체줄기 세포 연구와 임상실험을 위해 약 100억원을 투입하여 세포치료 사업단을 2005년 10월 5일 발족하였다. 또한, 국내 모든 성체줄기세포 연구 관련 기관 및 단체와 협력해 연구를 진행하기 위한 ‘성체줄기세포연구협력단’을 조직하고 서울대교구를 중심으로 사회 단체와 연대해 생명존중운동 기구인 ‘생명연대’도 발족하였다.

### 서울시 뉴타운 재개발
2009년 7월 19일 정진석 추기경은 서울시의 뉴타운 재개발 정책의 문제점을 지적하였다. 정 추기경은 대규모 재개발 예정지로 지정되어 강제 철거될 위기에 처한 서울 서대문구 가좌동성당에서 주일미사를 집전하면서 강론을 통해 “재개발을 추진하는 과정에서 그 지역의 세입자와 서민의 처지를 도외시한다면 그 정책은 보완돼야 한다.”라면서 “가장 중요한 것은 돈보다 사람을 중심으로 한 정책을 펼쳐야 한다는 것”이라고 말했다. 정 추기경은 또 “재개발 사업은 주거복지 향상을 위한 것이라고 하지만 실제로는 복지는커녕 추가 부담금 때문에 원주민의 70% 이상이 다른 지역으로 쫓겨나고 있다. 서민에게 혜택을 줄 거라는 뉴타운 재개발이 오히려 이들에게 고통을 안겨주는 것이라면 이런 정책은 분명히 변해

### 쌍용자동차 사태
2009년 7월 30일, 정진석 추기경은 쌍용자동차 노사 대립 사태에 대해 “모든 문제를 힘으로만 해결하는 것은 불의”라고 지적했다.
정 추기경은 서울대교구청 주교관에서 사전 조율 없이 찾아온 쌍용자동차 노조원 가족 10명을 만나 위로하며 “모든 문제를 힘으로 해결하려는 것은 불의의 악순환을 가져온다.”라면서 “모든 문제 해결에는 인내의 대화와 타협이 필요하다.”라고 했다. “이번 문제가 폭력이 아니라 평화적으로 해결되기를 간절히 바란다. 선의를 가진 많은 이들이 이번 사태가 좋게 해결될 수 있도록 노력하고 있고, 또 노력할 것”이라며 “부족한 나도 최선의 노력을 다하겠다. 여러분을 위해 계속 기도하겠다.”라고 말했다. 서울대교구청은 “노조원 가족들이 ‘물에 빠져 지푸라기라도 잡고 싶은 마음으로 다급하고 간절한 마음에 왔다.’라면서 사측의 의약품·음식·식수 공급 차단에 따른 어려움과 인권 침해 현실을 토로했고, 정 추기경은 심각한 표정으로 경청했다.”라고 전했다.

### 용산 철거 현장 화재 사건
2009년 12월 8일 정진석 추기경은 용산4구역 철거 현장 화재 사고의 조속한 사태 해결을 호소하였다. 정 추기경은 “용산 참사의 핵심은 억울한 사람들이 법의 보호를 받지 못한다는 것”이라며 “재개발을 하는 곳마다 문제가 생기고 억울한 사람들이 법의 보호를 받지 못한다는 것은 관련법이 미비하다는 것을 뜻하므로, 입법기관 종사자들이 법 제도 정비 등에 적극 나서서 해결해야 한다.”라고 강조했다. 이어 정 추기경은 “우리 사회는 입법기관 종사자들에게 특권도 부여하고 있지만, 과연 그들이 대우를 받는 만큼 국민을 위해 봉사하는지 의문”이라며 일침을 가했다.

### 천안함 사건
2010년 4월 4일 정진석 추기경은 백령도 인근 해상에서 발생한 천안함 침몰 사건을 언급하며, 희생자들의 안식을 기원하고 유가족들에게는 위로의 말을 전했다.
정 추기경은 명동 주교좌 성당에서 주례한 예수부활대축일 미사를 시작하면서 “지난 3월 26일 갑작스런 사고로 가족의 생사를 알지 못해 애태우고 있는 천안함 승조원 가족들에게 위로의 말을 전한다”며 “실종자들이 하루빨리 가족들의 품으로 돌아갈 수 있도록 하느님께 간절히 기원드린다.”라고 밝혔다.
정 추기경은 또 “실종자 구조작업을 위해 자신의 몸을 아끼지 않고 애써 주시는 모든 분에게도 감사의 말씀을 드린다”며 “구조 작업을 하다가 안타깝게 희생되신 분들의 영혼을 위해 이 미사 중에 하느님께 함께 기도하자”고 강조했다.
정 추기경은 또한 4월 6일 정정길 대통령실 실장의 예방을 받은 자리에서도 “용산 참사 때도 그래야 했지만, 이번 천안함 희생자들과 유족들에게도 정부가 더욱 따뜻하게 대하고 배려를 하는 모습이 필요하다.”라면서 “국민들이 잘 이해할 수 있도록 하는 등 정부가 국민과 소통하는 노력을 보였으면 한다.”라고 말했다.

## 문장
방패 왼편의 문양은 대한민국을 돌보는 성모 마리아의 보호(세 별) 아래, 순교 성인들의 정신으로(붉은색 바탕의 빨마와 칼), 성덕(聖德)을 실천함으로써(별과 칼의 금색), 한반도에 빛을 비추어(노란색 무궁화) 한국 사람들의 복음화와 일치를 이룩하여 온 백성이 성가정 즉, 그리스도의 부모인 성 요셉과 성모 마리아, 아기 예수가 이룬 가정을 본받아 화목한 한 가족을 이루도록 하고자 함을 뜻한다.
방패 오른편의 문양은 그리스도의 몸인 성체(작은 원)를 중심으로, 성령(비둘기)과 함께 이 땅에 사는 “모든 이에게 모든 것”(큰 원)이 되어 무한한 사랑을 베풀어 “그들이 (그분 자신이 생명인 예수 그리스도를 통하여 영원한) 생명을 얻고 또 얻어 넘치게 하도록”(요한 복음서 10장 10절) 복음을 전하며, 평화를 증진하고자 하는 염원을 나타낸다.
왼편은 교구, 오른편은 자신을 나타냄으로써 완벽한 문장이 된다.
문장 아랫쪽 리본에는 라틴어로 “OMNIBUS OMNIA”라고 씌어 있는데, 이는 “모든 이에게 모든 것”이라는 의미로 정진석 추기경의 사목표어이다.

## 은퇴
2012년 5월 10일 교황 베네딕토 16세는 정진석 추기경의 서울대교구 교구장주교직 은퇴를 받아들이고, 후임 교구장으로 서울대교구 보좌주교이자 총대리인 염수정 안드레아 주교를 새로운 서울대교구의 교구장으로 임명하였다.

## 선종
2021년 2월 노환으로 인해 서울성모병원에 입원했고, 깨끗하고 편안한 선종을 준비하고 싶다면서 수술과 연명 치료를 거부했으며,
두 달 후인 4월 27일 향년 90세로 선종하였다. 선종 직전 사후 장기기증에 서약하였고, 자신의 각막을 기증한 뒤에 선종하였다. 장례는 서울대교구장으로 명동대성당에서 5일장으로 치러질 예정이다.